# Scaptomyza adunca
Scaptomyza adunca är en tvåvingeart som beskrevs av Hardy 1965. Scaptomyza adunca ingår i släktet Scaptomyza och familjen daggflugor. Inga underarter finns listade i Catalogue of Life.